# Chelon
Chelon – rodzaj ryb mugilokształtnych z rodziny mugilowatych (Mugilidae).

## Klasyfikacja
Gatunki zaliczane do tego rodzaju:
- Chelon bispinosus
- Chelon labrosus - tępogłów grubowargi[4]
- Chelon macrolepis
- Chelon melinopterus
- Chelon parsia
- Chelon planiceps
- Chelon subviridis